# Vengo in pace
Vengo in pace è il decimo album in studio del cantautore italiano Nesli, pubblicato il 22 marzo 2019 dalla Polydor Records e dalla Universal Music Group.

## Descrizione
Vengo in pace rappresenta l'ultimo capitolo di una trilogia iniziata con Andrà tutto bene del 2015, nonché quello più omogeneo e con filo diretto, nel quale l'artista ha posto importanza alla forma dei singoli brani insieme al produttore Brando senza optare per composizioni complesse come accaduto con il precedente Kill Karma:
(Nesli intervistato da Rockol nel 2019.)
Il titolo dell'album è stato scelto in opposizione alla violenza verbale al tempo della social network, che, secondo Nesli, «è più facile e immediata, ha creato nuove patologie».

## Tracce
1. Nuvole e santi – 1:08
2. Vengo in pace – 3:45
3. Sempre qui – 3:34
4. Viva la vita – 3:35
5. Le cose belle – 3:36
6. Ma che ne so – 3:29
7. Troppo poco – 3:17
8. Immagini – 3:48
9. 22 giorni – 3:25
10. Ricorderò – 3:20
11. Maldito – 3:33